# Consolidated PT-3
Consolidated Model 2 là một loại máy bay huấn luyện của Quân đoàn Không quân Lục quân Hoa Kỳ, được định danh là PT-3 và Hải quân Hoa Kỳ định danh là NY-1.

## Biến thể
XPT-2
XPT-3

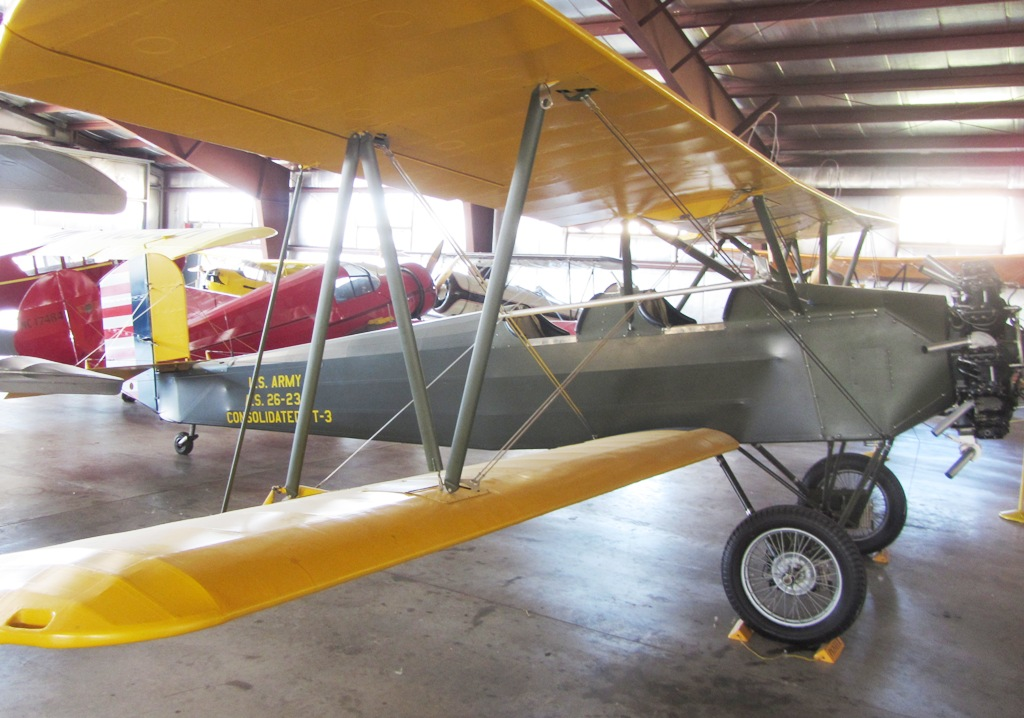
PT-3
PT-3A
XPT-4
XPT-5

## Quốc gia sử dụng
Cuba
 Argentina
 Brasil
 Perú
 México
 Hoa Kỳ
- Quân đoàn Không quân Lục quân Hoa Kỳ
- Hải quân Hoa Kỳ
- Thủy quân Lục chiến Hoa Kỳ

## Tính năng kỹ chiến thuật (PT-3)
Dữ liệu lấy từ "United States Military Aircraft Since 1908" by Gordon Swanborough & Peter M. Bowers (Putnam Newy York, ISBN 0-370-00094-3) 1977, 675 pp.
Đặc điểm tổng quát
- Kíp lái: 2
- Chiều dài: 28 ft 1 in (8,56 m)
- Sải cánh: 34 ft 6 in (10,52 m)
- Chiều cao: 10 ft 3 in (3,12 m)
- Diện tích cánh: 300 ft2 (27,87 m²)
- Trọng lượng rỗng: 1.785 lb (810 kg)
- Trọng lượng cất cánh tối đa: 2.481 lb (1.125 kg)
- Động cơ: 1 × Wright R-790-AB, 220 hp (164 kW)

 Hiệu suất bay 
- Vận tốc cực đại: 102 mph (164 km/h)
- Vận tốc hành trình: 81 mph (130 km/h)
- Tầm bay: 300 dặm (483 km)
- Trần bay: 14.000 ft (4.267 m)
- Vận tốc lên cao: 658 ft/phút (200 m/phút)